# ぬけまいる
『ぬけまいる』は、朝井まかてによる長編時代小説。2012年10月31日に新潮社より刊行された。「馬喰町の猪鹿蝶」として知られた江戸女の3人組が職も家庭も放り出し、誰に断ることもなく手形もお金も何も持たずに手ぶらで突如旅立つ「抜け詣り」で伊勢神宮を目指す、波乱に満ちた姦しい道中をコミカルに描く。
『ぬけまいる〜女三人伊勢参り』（ぬけまいる おんなさんにんいせまいり）と題して、2018年10月27日から12月22日までNHK総合テレビの「土曜時代ドラマ」枠でテレビドラマ化された。

## 登場人物
お蝶
日本橋の小物屋女主。商才、目利きの才があるが、色気漂う浮気者。
ただし道中でお茶を飲み過ぎて毎回厠を探す羽目に。
お以乃
母の一膳飯屋を手伝う独身女。勘が鋭く男前な自由人。
旅の途中で出逢った長吾郎に惚れてしまう。
お志花
武術の奥方らしく凛とした美しさながら、昔は武術の達人。
抜け参りを最初に言い出してきた張本人。
政
旅する青年。旅のあちこちで出会う三人娘を助ける。どうやら長吾郎の連れらしい。お蝶に惚れている。
お凛
旅のあちこちで出会う女流し。三味線片手のいなせな女。
長吾郎
第3・8回ゲスト。
風のように現れた粋な男。清水湊（みなと）の米問屋の主と名乗る。
みすず
第1回ゲスト。
娘旅のグループ、おしゃま連のリーダーであり、いつも人を騙す事を考えている。猪鹿蝶と旅先だ遭遇する。
いつも成田屋の構わぬの文様の手拭いを持ち歩いている。
次兵衛
第1回ゲスト。
お蝶の夫。小間物屋「鳩屋」の番頭だったが、婿に迎えられた。
お里
第1回ゲスト。
お以乃の母。女手ひとつで二人の子供を育て、一膳飯屋「こいこい」を切り盛りしてきた。
与平
第2回ゲスト。
小田原の街道沿いで茶屋を営む。団子が自慢だが、秘密がある。
チヨ
第2回ゲスト。
与平の妻。夫婦で茶屋を切り盛りしている。
正蔵
第3回ゲスト。
木を細工する挽きもの屋を営む。裏家業は手形の偽造。
人見女
第3回ゲスト。
正蔵の妹。箱根関所の人見女。
伊作
第4・5回ゲスト。
島田宿の小間物屋の主。商いの才はなく、朝顔に夢中で女房に愛想をつかされる。
おたつ
第4・5回ゲスト。
伊作の女房。店の半分を乗っ取り、自分も小間物屋を営み繁盛させる。
助三郎
第4・5回ゲスト。
伊作のもとを離れたおたつが一緒に暮らす男。おたつは夢中だが、かなり怪しい。
善蔵
第6回ゲスト。
深川の大店、魚善の主。
お春
第6回ゲスト。
善蔵の妻。この旅はこの人のため。
金太
第6回ゲスト。
善蔵、お春の幼なじみ。船頭。
お秋
第6回ゲスト。
金太の妻。同じ長屋の幼なじみ。
修作
第7・8回ゲスト。
伊勢の老舗旅館「岩倉屋」の主人の甥。自身も大坂の旅館の息子。
平左衛門
第8回ゲスト。
伊勢の旅館「岩倉屋」主人。博打に夢中。
おれん
第8回ゲスト。
「岩倉屋」の女中頭。何やらあやしい。
黒松の権蔵
第8回ゲスト。
黒松一家の親分で、旅館「天乃屋」に賭場を開く。

## テレビドラマ
『ぬけまいる〜女三人伊勢参り』（ぬけまいる おんなさんにんいせまいり）と題して、NHK総合の「土曜時代ドラマ」枠で2018年10月27日から 12月22日まで放送していた。全8回。主演は田中麗奈。
なお、この作品をもって、『土曜時代ドラマ』のための新作オリジナル作品の放映は途絶えたままになっており、以後はBSプレミアムの「BS時代劇」で一度放送された作品の再編集バージョンのみとなっている

### キャスト

#### 主要人物
- お蝶 - 田中麗奈
- お以乃 - ともさかりえ
- お志花 - 佐藤江梨子
- 政 - 福士誠治
- お凛 - 大地真央

#### その他
- みすず - 吉本実憂[5]
- 次兵衛 - 三宅弘城[5]
- お留 - 西山水木
- お菊 - 三浦透子
- 須磨 - 増子倭文江
- 安藤左膳 - 村杉蝉之介
- 寛太 - 山中崇
- 駒三 - 越村公一
- お里 - 宮崎美子[5]

#### ゲスト
第2話
- 与平 - 泉谷しげる
- チヨ - 浅茅陽子
- 太吉 - 花戸祐介

第3話
- 長五郎 - 滝沢秀明（最終話）
- 正蔵／人見女（二役） - 深沢敦
- 女中・よし - 松金よね子

第4話・第5話
- 伊作 - 舘ひろし
- おたつ - 渡辺えり
- ケン坊 - 川口和空
- 助三郎 - 川野太郎

第6話
- 善蔵 - 北見敏之
- お春 - 原日出子
- 金太 - 六平直政
- お秋 - 柴田理恵
- 女中・はま - 松浦佐知子
- 新蔵 - 山上賢治

第7話・最終話
- 修作 - 宮舘涼太（Snow Man）
- 平左衛門 - 堀内正美
- おれん - 橋本真実
- 真吾 - 青山草太（第7話のみ）
- とび松 - 真実一路
- すて松 - 大島宇三郎
- 黒松の権蔵 - 渡辺哲

### スタッフ
- 語り - 柳家花緑
- 原作 - 朝井まかて『ぬけまいる』
- 脚本 - 小松江里子、桑原裕子（第3話）
- 音楽 - 吉俣良
- 主題歌 - 竹内まりや「今を生きよう (Seize the Day)」[6]
- 演出 - 黛りんたろう、福井充広、田中諭
- 制作統括 - 小松昌代（NHKエンタープライズ）、土屋勝裕（NHKドラマ番組部）

### 放送日程
| 放送回 | 放送日   | サブタイトル             | ラテ欄                                       | 脚本       | 演出         |
| ------ | -------- | ------------------------ | -------------------------------------------- | ---------- | ------------ |
| 第1話  | 10月27日 | 木の芽どき 女は旅に出る  | わけあり旅の始まりは女の温泉バトル？         | 小松江里子 | 黛りんたろう |
| 第2話  | 11月03日 | 川を越え 女はふりかえる  | 新ビジネスで資金かせぎ！謎の夫婦の秘密に涙が | 小松江里子 | 福井充広     |
| 第3話  | 11月17日 | 湯けむりに女は素顔を隠す | 風のような男が！箱根の関所は恋の通り道？     | 桑原裕子   | 黛りんたろう |
| 第4話  | 11月24日 | 朝顔が連れてきた女の意地 | あんたと心中？朝顔男が女を勝負に駆り立てる   | 小松江里子 | 黛りんたろう |
| 第5話  | 12月01日 | 朝顔と男の笑顔に負ける   | 戦いの火ぶた！女の意地と本音と男の笑顔？     | 小松江里子 | 福井充広     |
| 第6話  | 12月08日 | 幼なじみと焼はまぐりの罠 | まさかの再会！はまぐりが許さない！友の涙     | 小松江里子 | 田中諭       |
| 第7話  | 12月15日 | 伊勢の約束 女の秘密      | 伊勢の約束とあの人の手紙！宿には危険が！     | 小松江里子 | 黛りんたろう |
| 最終話 | 12月22日 | 旅の終わりは 女の始まり  | 敵はまさか！旅は終わるか恋は終わるのか       | 小松江里子 | 黛りんたろう |

- 11月10日は放送休止。

### 受賞歴
- 第35回ATP賞テレビグランプリ ドラマ部門 奨励賞[7]